# Inscripció d'Esmet-Akhom

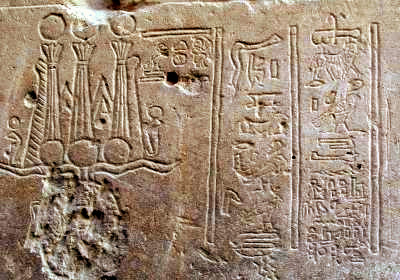
Detall de la inscripció jeroglífica.

La inscripció d'Esmet-Akhom (catalogada com a Philae 436 o GPH 436) és l'última mostra de jeroglífics egipcis a la història. Està escrita a un mur de la Porta d’Hadrià, proper al Temple d’Isis a Files (sud d'Egipte) i està datada de l'any 394.

## Context històric
En aquell temps, Egipte, controlat per l'imperi romà, era àmpliament cristianitzat. Els temples pagans havien estat tancats per l'edicte de Teodosi, l'any 392, però va haver-hi diverses excepcions. El temple de Files va aconseguir mantenir-se gràcies a les peregrinacions dels blèmies, provinents de Núbia, que anaven al lloc a rendir homenatge a la deessa Isis, que sembla ser la seva deessa principal. Però l'any 535, l'emperador Justinià va tancar definitivament tots els reductes pagans a Egipte, incloent-hi el temple de Zeus-Amon a Siwa, i el temple de Files. Va empresonar tots els sacerdots i va construir una església a l'illa dedicada a Sant Esteve.

## Text de la inscripció
La inscripció consisteix en dues parts: una de jeroglífica, i una altra de demòtica. Dins la part jeroglífica, es fa una invocació a Mandulis, un déu nubià, i dins la part demòtica podem veure la datació del text: ⁣«el dia de l'aniversari d'Osiris, any 110 [de l'època de Dioclecià]». Això correspon amb el dia 24 d'agost del 394.
La inscripció jeroglífica diu:
«Davant Mandulis, fill d'Horus, text escrit per Esmet-Akhom, fill d'Esmet, segon profeta d'Isis, etern. Paraules pronunciades per Mandulis, senyor d'Abató, gran déu».
La inscripció demòtica diu:
«Jo, Esmet-Akhom, escrivà de l'arxiu d'Isis, fill d'Esmet-Panekhate, segon profeta d'Isis, la mare del qual és Eswe-ra, he gravat aquesta figura de Mandulis per fer-lo etern, per què és amable amb mi. Avui, en el dia de l'aniversari d'Osiris, la seva festa de l'any 110 (de l'època de Dioclecià)».

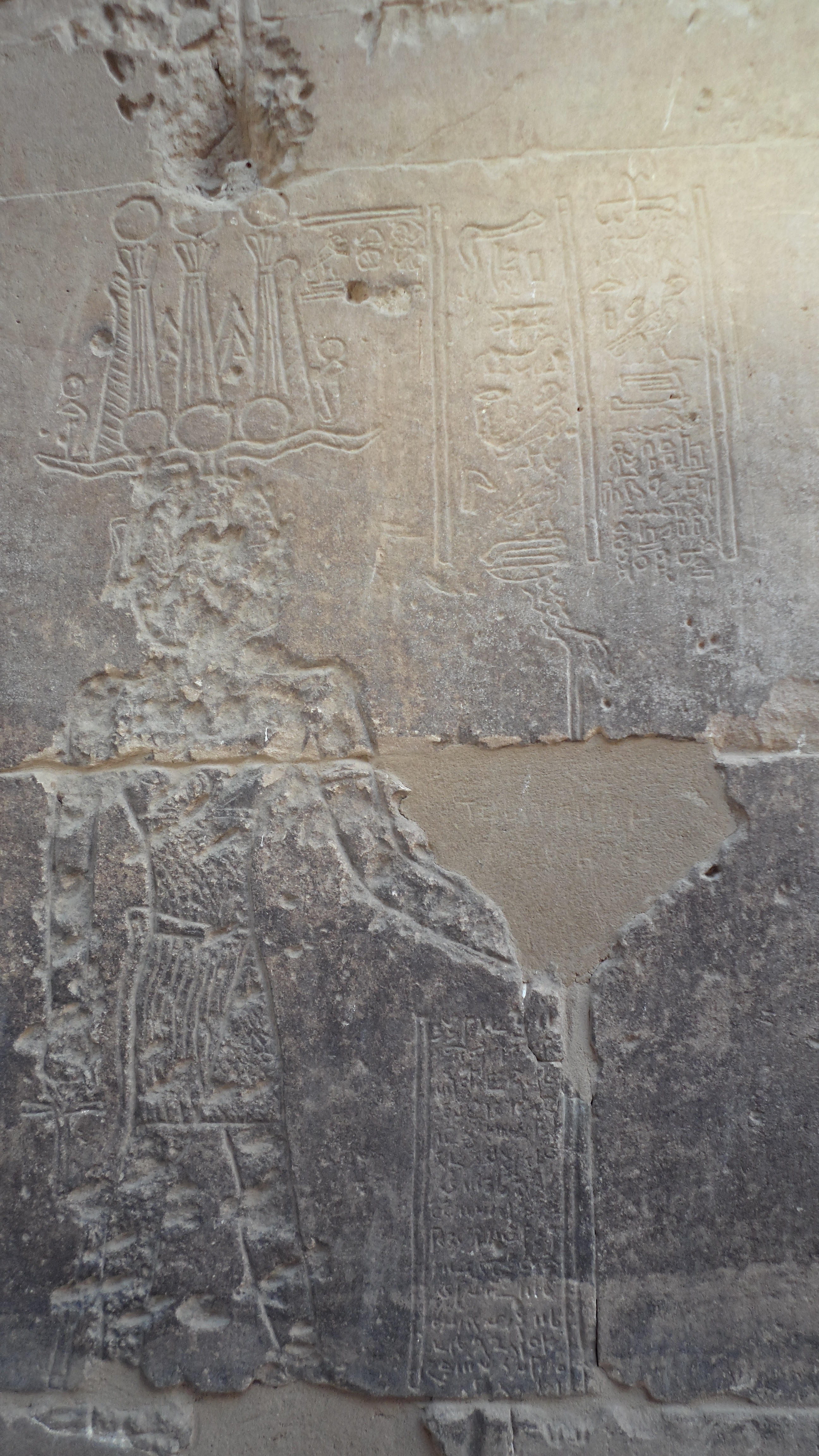
Imatge de la inscripció.
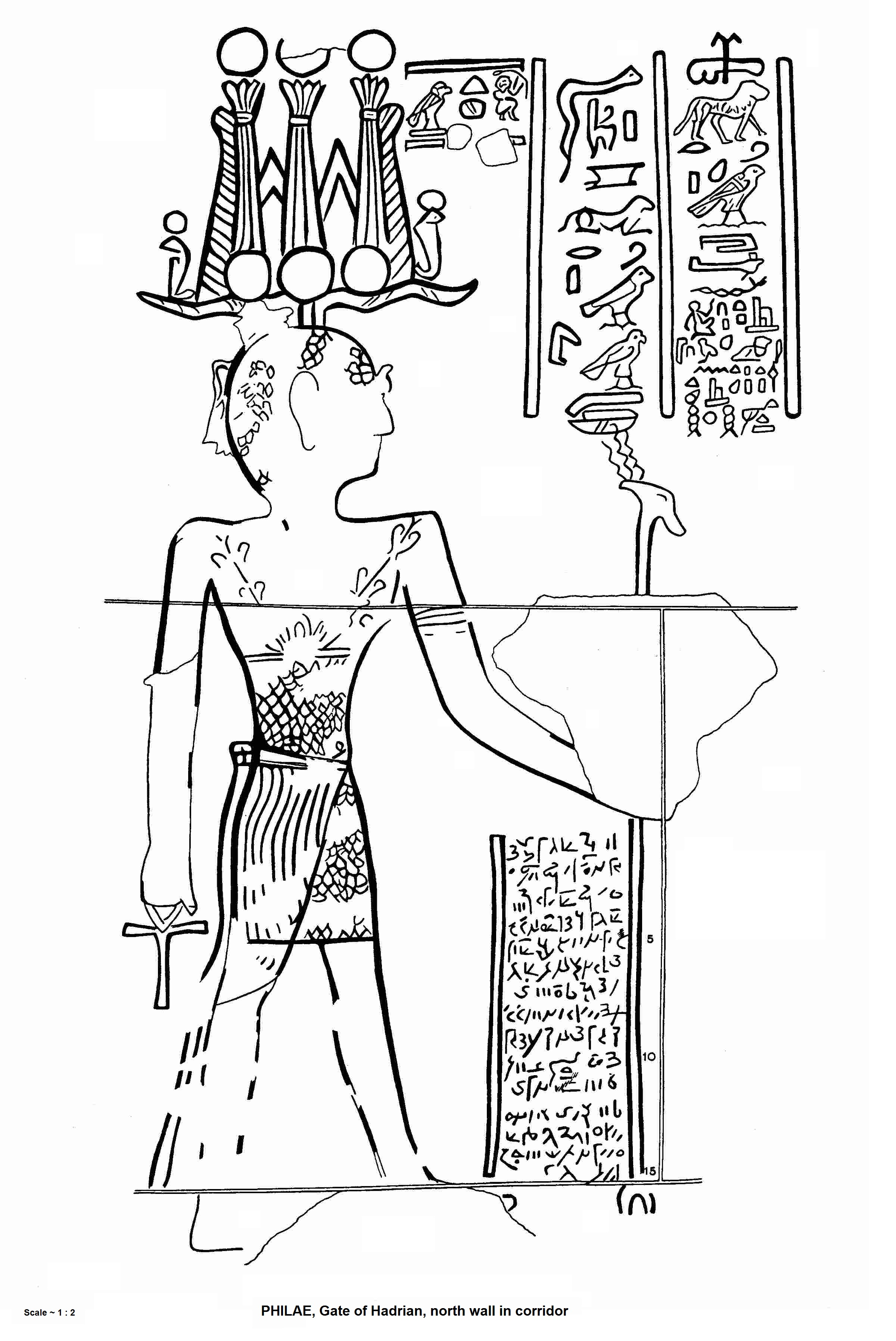
Dibuix de la inscripció.
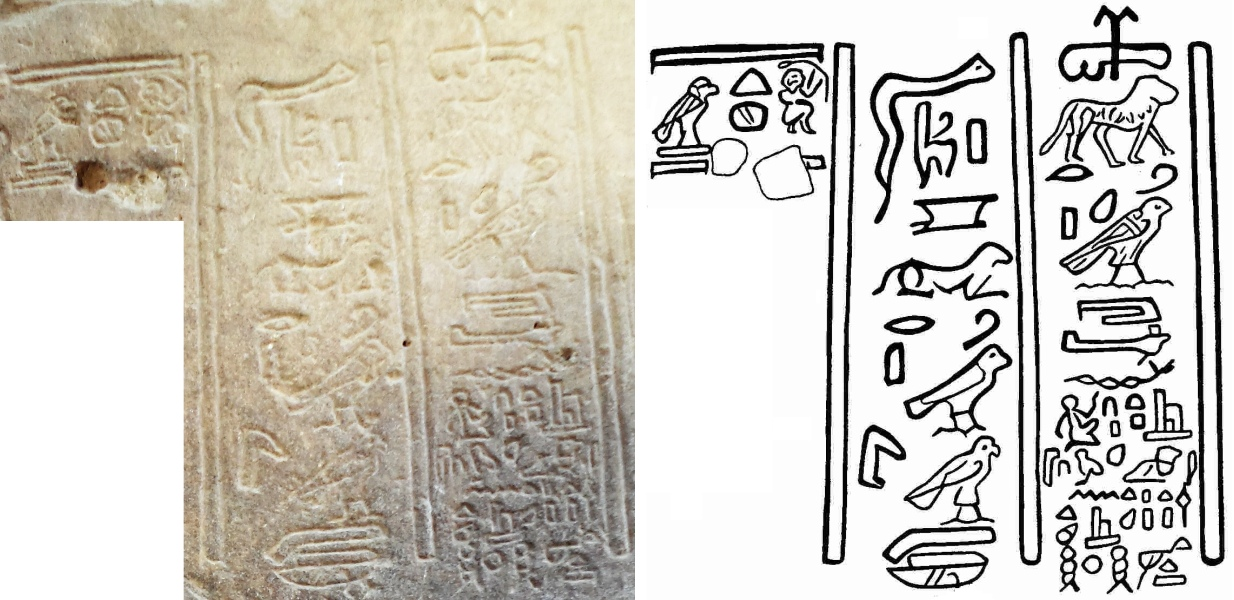
La inscripció jeroglífica.
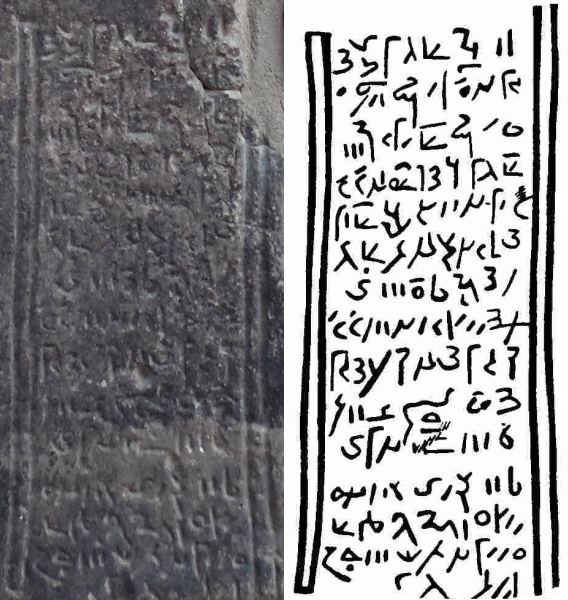
La inscripció demòtica.